# 서울인공지능고등학교
서울인공지능고등학교(서울人工知能高等學校)는 대한민국 서울특별시 송파구 거여동에 위치한 공립고등학교이며 군특성화고등학교이다.

## 학교 연혁
- 1990년 11월 10일 : 송파공업고등학교 설립 인가(30학급) <조례 제2681호>
- 1991년 3월 1일 : 장옥룡 초대 교장 취임
- 1991년 3월 2일 : 제1회 신입생 입학(518명)
- 1992년 6월 1일 : 실습동 준공
- 1992년 12월 17일 : 복지관, 실습동 준공
- 1994년 2월 15일 : 제1회 졸업(416명)
- 2008년 3월 1일 : 국방부 지정 군특성화고 정보통신분야 2학급 운영(모바일전자과, 컴퓨터네트워크과)
- 2010년 3월 1일 : 국방부 지정 군특성화고 정보통신, 전기공병 분야 3학급 운영(모바일전자과, 컴퓨터네트워크과, 전기정보과)
- 2010년 10월 17일 : 거송관 준공
- 2011년 3월 1일 : 서울특별시교육청 지원형 특성화고 운영
- 2017년 5월 2일 : 매력적인 직업계고등학교(매직) 선정(교육부 3년)
- 2017년 9월 11일 : 제52회 전국기능경기대회 은메달 수상(제품디자인)
- 2019년 10월 11일 : 제54회 전국기능경기대회 은메달 수상(제품디자인, 컴퓨터그래픽 2종목)
- 2019년 11월 5일 : 제13회 창의아이디어 경진대회 금상 수상
- 2020년 3월 2일 : 청소년 비즈쿨(BizCool) 운영학교 지정(중소기업청 11년차), 고교학점제 선도학교 운영
- 2021년 2월 4일 : 제28회 졸업식(졸업생 167명, 누계 9,099명)
- 2021년 3월 1일 : AI컴퓨터과 학과개편
- 2021년 3월 2일 : 신입생 입학(4개학과 8학급 125명 입학)
- 2021년 9월 1일 : 제13대 서정업 교장 취임
- 2022년 3월 1일 : 서울인공지능고등학교로 교명 변경

## 설치 학과
- AI컴퓨터과
- AI전자과
- 전기에너지과
- 하이텍디자인과

## 군특성화 분야
- 정보통신
- 공병전기

## 참고 자료
- 서울인공지능고등학교 - 한국교육학술정보원 학교알리미